# Hjortshøj
 For alternative betydninger, se Hjortshøj (flertydig). (Se også artikler, som begynder med Hjortshøj)
Hjortshøj er en stationsby i Østjylland med 3.608 indbyggere  (2024), beliggende i Hjortshøj Sogn. Byen fungerer som satellitby til Aarhus med en afstand på 12 kilometer til centrum. Hjortshøj ligger i Aarhus Kommune og hører til Region Midtjylland.
Bynavnet stammer fra navngivningen af en gravhøj mellem Hesselballe og Gl. Hjortshøj, som byen har taget navn efter. Lige overfor gravhøjen Hjortshøj, ligger
en anden gravhøj; Loddenhøj. Ingen af dem har været undersøgt af arkæologer, men de vurderes umiddelbart til at være fra bronzealderen. Loddenhøj har overlevet en tidligere overpløjning, og en tredje høj lidt nord for denne eksisterer ikke længere.
Der har været gjort arkæologiske fund fra stenalderen og jernalderen i området og der er opsat et informationsskilt ved gravhøjene. Loddenhøj og Hjortshøj, er sammen med Jelshøj nogle af de få tilbageværende gravhøje i Aarhusområdet. I dag er gravhøje fredede og tilses med jævnlige mellemrum af myndighederne.

## Om byen
Hjortshøj by beboes af en del børnefamilier, hvor forældrene typisk har job i Aarhus[kilde mangler].
I byen er følgende væsentlige bygninger:
- Hjortshøj Kirke, en typisk hvid dansk landsbykirke med de ældste dele fra 1100-tallet. Ombygget i 1492.
- Virupskolen, Folkeskole fra 0. til 9. klasse med ca. 750 elever. Skolen er opkaldt efter den tilstødende skov, "Virupskoven".

I byen findes også blandt andet multihuset Viruphuset ved siden af skolen, Dagli'Brugsen, og fire børnehave/integrerede institutioner. Aarhus Letbane og bybus rute 12 standser begge i byen. 
Byens idrætsklub hedder Virup IF.

### Hjortshøjdrabet
Hjortshøj er stedet hvor Hjortshøjdrabet skete i 1902. Hjortshøjdrabet var et mystisk drab på en ung kvinde, og medførte en omfattende efterforskning. Sagen kom til at afdække mangelfulde politiforhold i landdistrikterne, og var medvirkende til oprettelsen af Statspolitiet i 1911, retsreformen i 1919 samt etableringen af kriminalpolitiets rejseafdeling (rejseholdet) i 1927.